# Three Flew Over the Cuckoo's Nest
Three Flew Over the Cuckoo's Nest è il quarto album dei Béla Fleck and the Flecktones pubblicato nel 1993. È l'unico album della band registrato in trio, dopo l'abbandono della band da parte di Howard Levy, ma prima dell'arrivo di Jeff Coffin.

## Tracce
1. "Vix 9" (Victor Wooten) – 4:27
2. "At Last We Meet Again" (V. Wooten) – 5:34
3. "Spunky and Clorissa" (Béla Fleck) – 4:30
4. "Bumbershoot" (Fleck) – 5:22
5. "Blues For Gordon" (Fleck) – 5:16
6. "Monkey See" (Fleck) – 3:16
7. "The Message" (musica: Fleck, V. Wooten, Future Man; testo: Joe Wooten) – 4:03
8. "Interlude (Return of the Ancient Ones)" (Future Man) – 2:06
9. "The Drift" (Fleck, V. Wooten, Future Man) – 3:30
10. "A Celtic Medley: Meridian/Traveling Light/Salamander's Reel" (Fleck) – 6:39
11. "Peace, Be Still" (V. Wooten) – 4:05
12. "The Longing" (Fleck) – 5:25
13. "For Now" (Fleck) – 2:40

## Musicisti
- Béla Fleck – banjo elettrico ed acustico
- Future Man – Synthaxe Drumitar, percussioni
- Victor Wooten – basso

Altri musicisti
- Bruce Hornsby – pianoforte
- Branford Marsalis – sassofono
- Roderick Ward – sassofono